# Pero Budmani
Pero Budmani (Raguza, 1835. október 28. – Castelferretti, 1914. december 27.) horvát nyelvész, szlavista.

## Élete
Tanult Bécsben, 1870-ben a raguzai gimnázium tanára lett, 1883-ban pedig a zágrábi akadémia által szerkesztett horvát-szerb szótár szerkesztőségébe hívták meg.

## Munkái
- Grammatica della lingua serbo-croata (Bécs, 1866-67)
- O. postanku slova u slavjanskijem jezicima (Raguza, 1873-1874)
- Još nješto o našoj narodnoj metrici (Raguza, 1875-76)
- Dubrovacki dijalektat kako se sada govori (Zágráb, 1883)
- Pogled na istoriju naše gramatike i leksikagrafije (1885)
- Rjecnik hravatskoga ili srpskoga jezika (Zágráb, 1884-90)
- Orosz nyelvtan (Zágráb, 1888)